# Trissino
Trissino település Olaszországban, Veneto régióban, Vicenza megyében. Lakosainak száma 8619 fő (2023. január 1.). Trissino Arzignano, Brogliano, Castelgomberto, Montecchio Maggiore és Nogarole Vicentino községekkel határos.

## Népesség
A település népességének változása:
| Lakosok száma | 8785 | 8709 | 8619 |
|               | 2017 | 2018 | 2023 |